# Estavannens
Estavannens (toponimo francese) è una frazione di 312 abitanti del comune svizzero di Bas-Intyamon, nel Canton Friburgo (distretto della Gruyère).

## Storia

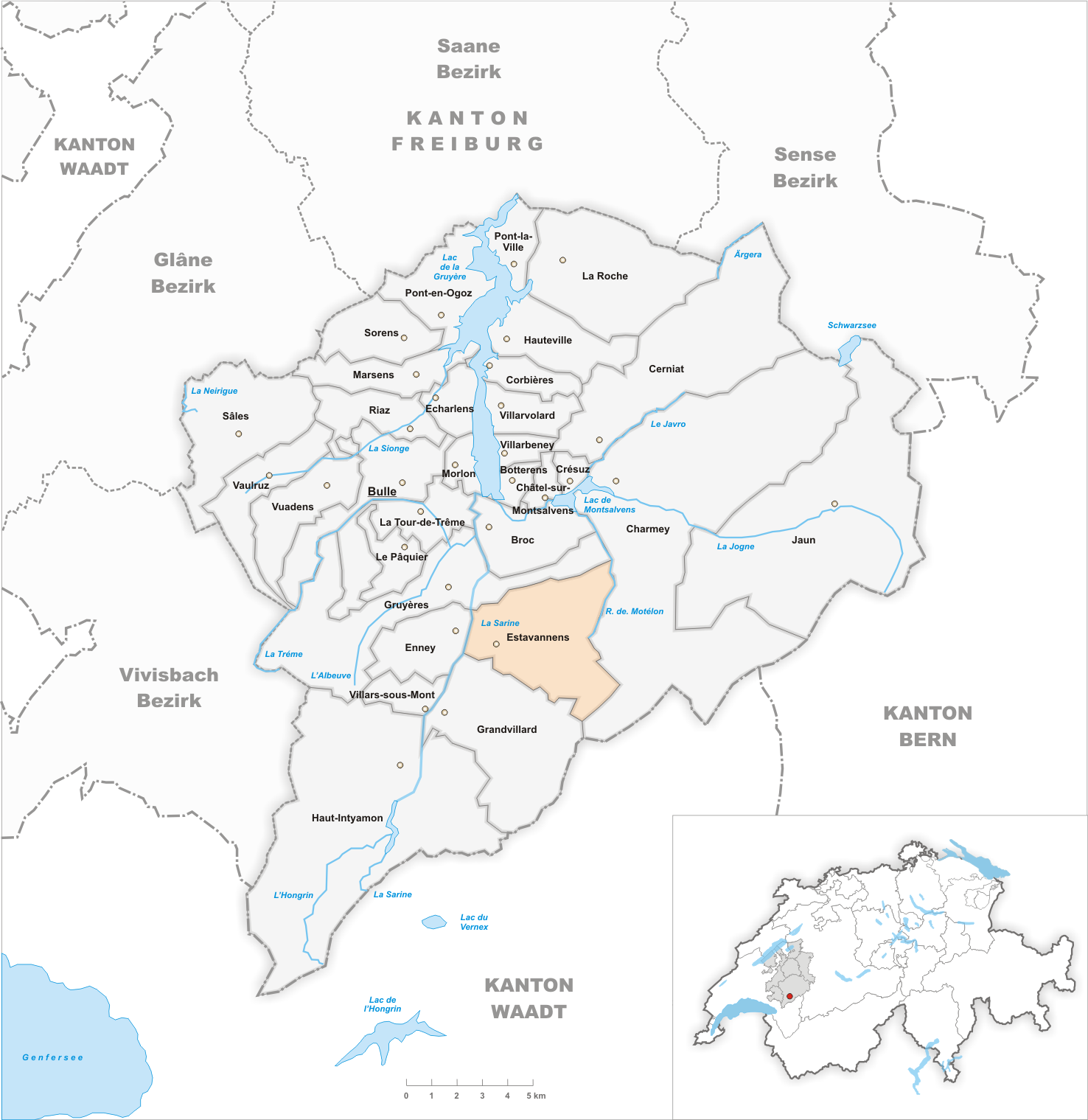
Il territorio del comune di Estavannens prima degli accorpamenti comunali del 2004

Già comune autonomo che comprendeva le frazioni di Estavannens-Dessous ed Estavannens-Dessus, il 1º gennaio 2004 è stato accorpato agli altri comuni soppressi di Enney e Villars-sous-Mont per formare il nuovo comune di Bas-Intyamon.

## Monumenti e luoghi d'interesse

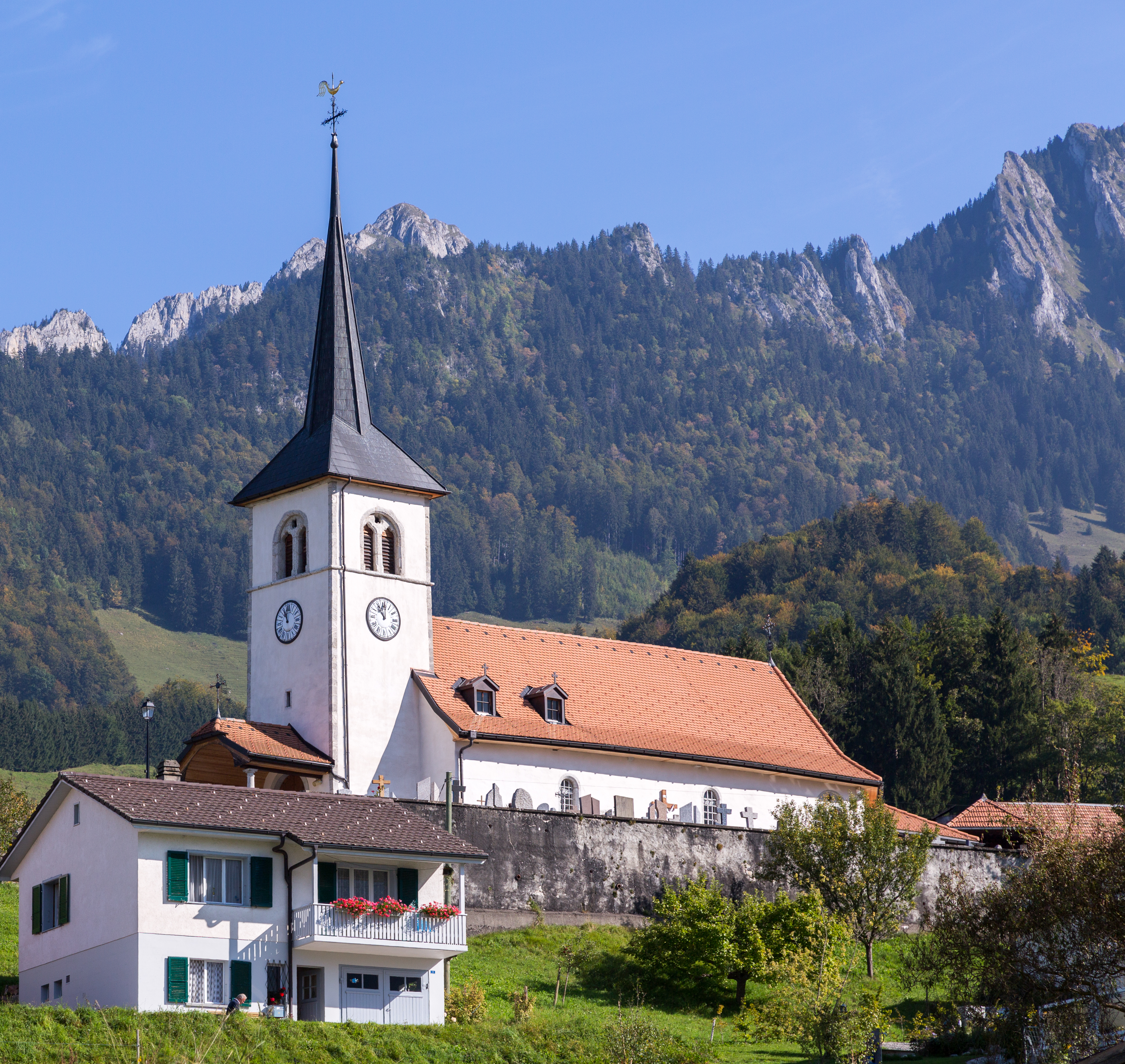
La chiesa cattolica di Santa Maria Maddalena

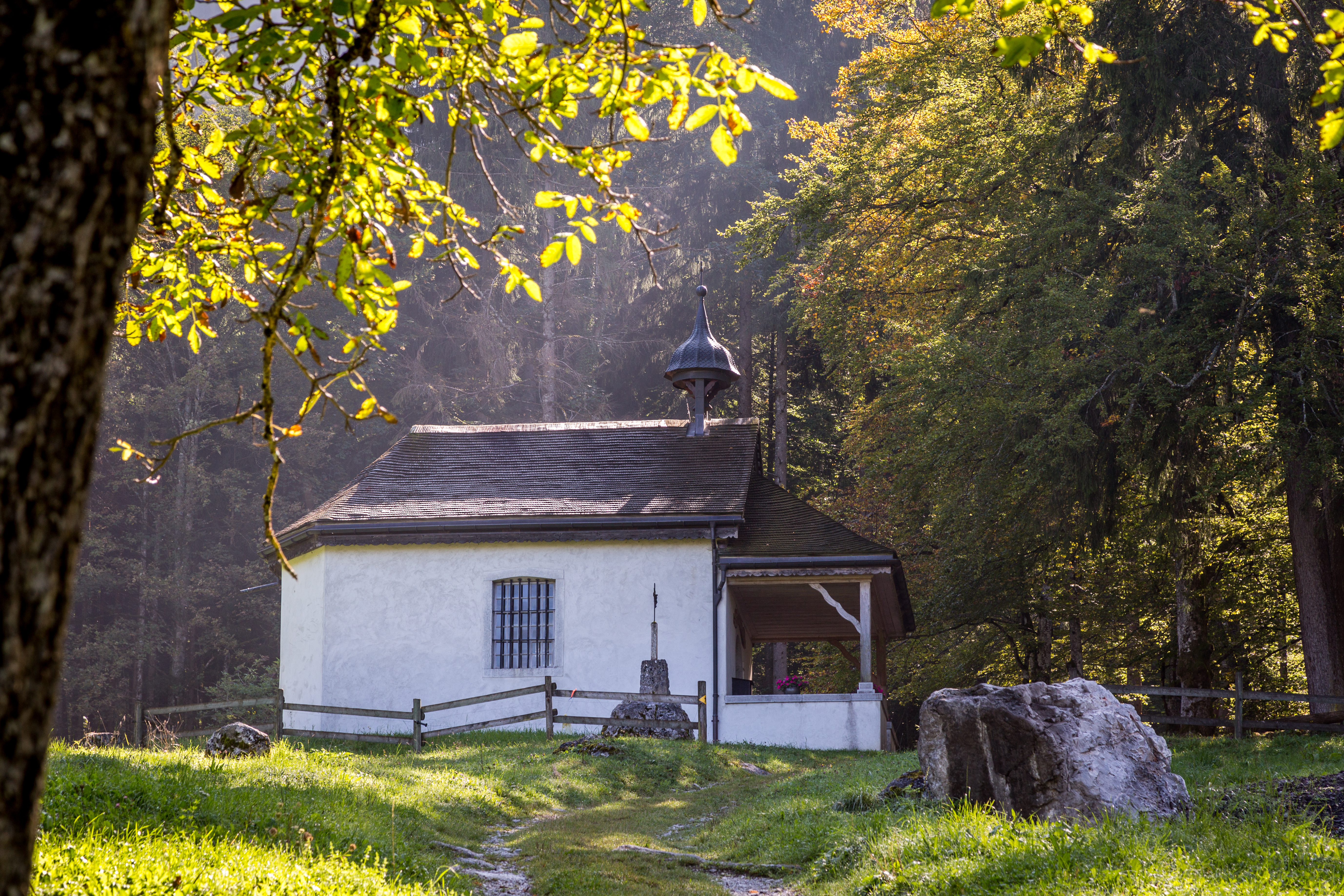
La cappella cattolica di Nostra Signora della Compassione

- Chiesa cattolica di Santa Maria Maddalena, attestata dal XIV secolo e ricostruita nel 1635[1];
- Cappella cattolica di Nostra Signora della Compassione (detta del Dâ), eretta nel 1846[1].

## Società

### Evoluzione demografica
L'evoluzione demografica è riportata nella seguente tabella:
Abitanti censiti

## Infrastrutture e trasporti
Estavannens è servito dall'omonima stazione sulla ferrovia Palézieux-Bulle-Montbovon.

## Amministrazione
Ogni famiglia originaria del luogo fa parte del comune patriziale che ha la responsabilità della manutenzione di ogni bene comune.